# Фагерща (община)
Община Фагерща (на шведски: Fagersta kommun) е разположена в лен Вестманланд, централна Швеция с обща площ 312 km2 и население 12 872 души (към 31 декември 2013). Административен център на община Фагерща е едноименния град Фагерща.